# Fujiwara no Fuyutsugu
Fujiwara no Fuyutsugu (藤原冬嗣, , 775 - 826) foi um nobre, general e poeta do início do período Heian da história do Japão. Também era conhecido como Kan'in-Daijin (閑院大臣). Líder do Ramo Hokke do Clã Fujiwara, foi o segundo filho do udaijin Fujiwara no Uchimaro. Alcançou na Corte o posto de Sho ni i (正二位, Ministro de segundo escalão) com o cargo de Sadaijin, e postumamente Shō ichi i (正一位, Ministro de primeiro escalão) como Daijō Daijin.

## Carreira
Na corte de Kanmu, Fuyutsugu exerceu a função de juiz-presidente e depois Capitão da guarda imperial. 
Após a ascensão de Heizei em 806, Fuyutsugu foi promovido a Ju go i ge (従五位下, Oficial júnior do quinto escalão) e camareiro do príncipe herdeiro (春宮大進, Tōgū daishin). No ano seguinte, foi promovido a mordomo do príncipe herdeiro (春宮亮, Tōgū Ryō) e ao mesmo tempo tinha o cargo de Ushōben (右少弁) no Daijō-kan.
Em 809, o Imperador Saga assumiu o trono, e Fuyutsugu foi promovido a Ju shi i ge (従四位下, Ofical júnior do quarto escalão) e Toku (督, Comandante) na Guarda Imperial. Como um assessor próximo ao imperador desde quando este era príncipe herdeiro, Fuyutsugu tinha a profunda confiança de Saga, e quando o Kurōdo-dokoro (蔵人所?) foi criado como um novo secretariado para o imperador, em resposta ao Incidente Kusuko, Fuyutsugu foi indicado seu primeiro chefe, junto com Kose no Notari.
Em 811 ele foi promovido a sangi. Fuyutsugu continuou a ser promovido rapidamente sob o reinado do imperador Saga,  tornou-se Ju san mi (従三位, Oficial júnior do terceiro escalão) em 814 e Chūnagon em 816. Em 819, foi nomeado Dainagon, tornando-se chefe de gabinete. Neste posto Fuyutsugu finalmente superou Fujiwara no Otsugu do  Ramo Shikike dos Fujiwara , um ano mais velho, e que tinha encontrado grande sucesso sob o reinado do Imperador Kanmu e que se tornara sangi dez anos antes que Fuyutsugu. Em 821, Fuyutsugu foi promovido a Udaijin.
Na corte do sucessor de Saga, o Imperador Junna, filho de Kanmu, Otsugu foi promovido a Udaijin em 825, empurrando Fuyutsugu para o  cargo de Sadaijin.
Fuyutsugu morreu em 30 de agosto de 826, aos 51 anos de idade, com os títulos de Sho ni i (正二位, Ministro do segundo escalão), Sadaijin , e General da Guarda Imperial. Imediatamente após sua morte, lhe foi concedido postumamente o posto de Sho i chi i (正一位, Ministro do primeiro escalão). Quando seu neto o Imperador Montoku subiu ao trono em 850, concedeu a Fuyutsugu o posto póstumo adicional de Daijō Daijin.